# Jean Gilles (général)
Pour les articles homonymes, voir Jean Gilles et Gilles.
 (février 2017).
Si vous disposez d'ouvrages ou d'articles de référence ou si vous connaissez des sites web de qualité traitant du thème abordé ici, merci de compléter l'article en donnant les références utiles à sa vérifiabilité et en les liant à la section « Notes et références ».
Jean Gilles, né le 14 octobre 1904 à Perpignan et mort le 10 août 1961 à Mont-Louis, est un général français, grand-croix de la Légion d'honneur.
« Commandant des troupes aéroportées », il commande les troupes parachutistes françaises au cours de la guerre d'Indochine, puis il est le chef de l'opération aéroportée lors de la crise du canal de Suez. Il dirige ensuite le corps d'armée de Constantine et est l'adjoint opérationnel du commandant en chef en Algérie pendant la guerre d'Algérie, avant de prendre en juillet 1960 le commandement de la 5e région militaire à Toulouse et de la 2e zone de Défense.
Il est élevé à la dignité de grand croix de la Légion d'honneur en juillet 1961 alors qu'il est toujours en service actif. « Mort pour la France » et titulaire de nombreuses décorations françaises et étrangères dont vingt citations (dix-huit françaises et deux vietnamiennes) dont quatorze à l'ordre de l'armée. Il est l'un des officiers généraux les plus décorés de l'Armée française.

## Origines familiales
Jean Gilles (Jean, Marcellin, Joseph, Calixte) est le fils de Joseph Marius Gilles (chevalier de la Légion d'honneur, croix de guerre avec palme), capitaine d'infanterie tué à la tête de sa compagnie en septembre 1914, et de Marie Pagès. Sa sœur, Madeleine Gilles (1906-1998), grande résistante (chevalier de la Légion d'honneur, médaille militaire, croix de guerre 1939-1945, médaille de la Résistance française), sera maire de Mont-Louis (Pyrénées-Orientales).
En 1933, il se marie avec Suzanne Tivolle dont il a ensuite quatre garçons : Pierre, Michel, Louis et Henri. Pierre ancien pilote de chasse est général de brigade aérienne, Michel, saint-cyrien de la promotion « Terre d'Afrique » (1957-1959), a été tué en Algérie le 2 février 1961, Louis qui travaillait chez Hachette s'est tué en voiture en septembre 1967, Henri a fini sa carrière comme directeur régional de la Société générale à Toulouse.

## Carrière militaire

### Formation
Élève au prytanée militaire de La Flèche dès l'âge de 12 ans, Jean Gilles intègre Saint-Cyr en 1922 à 18 ans : il est ainsi le plus jeune « cyrard » de la promotion no 109, dite « Metz-Strasbourg » (1922-1924), tandis que le plus âgé en est le futur maréchal de France Philippe Leclerc. Lors d'un exercice de tir, il est gravement blessé et perd un œil. Gilles a réussi à être maintenu dans sa promotion en dépit de son handicap mais va devoir renoncer à être aviateur.
Cet accident lui vaudra d'être appelé affectueusement "nonoeil" ou "le cyclope" par ses troupes.

### Débuts
À sa sortie de l'école en 1924, le jeune sous-lieutenant est affecté au 24e régiment de tirailleurs sénégalais à Perpignan et rejoint le Maroc pour prendre part à la guerre du Rif où il obtient à vingt ans sa première citation qui comporte l'attribution la Croix de guerre des Théâtres d'opérations extérieurs avec étoile de bronze ainsi que la médaille d'Alphonse XIII d'Espagne. Jean Gilles est nommé lieutenant le 1er octobre 1926 et capitaine le 25 septembre 1933.
Officier méhariste, il quitte le Maroc et les sables du désert du Niger et de la Mauritanie en 1938 pour préparer l’École de Guerre à laquelle il a été reçu en 1939 mais ne pourra pas intégrer à cause de la seconde guerre mondiale.

### Seconde Guerre mondiale
Il est affecté à la 7e DIC de 1939 à 1940 et rejoint le cercle de Bilma au Niger (AOF) dont il prend le commandement fin 1940. Le 9 septembre 1940, il devient chevalier dans l’ordre national de la Légion d’Honneur.
Il continue, après l'armistice de juin 1940, de servir au sein de l'armée de terre, réduite à 100 000 hommes, selon les dispositions de la convention franco-allemande. Rappelé en France en août 1942 en raison d'une expression trop manifeste de ses sentiments anti-nazis et démobilisé en décembre 1942, après l'invasion de la zone libre par les Allemands, il tente alors de rejoindre l'Afrique du nord mais est capturé en Espagne et emprisonné. Finalement relâché pour raison médicale, le commandant Gilles s'engage dans la 9e DIC et prend le commandement du 2e bataillon du 13e régiment de tirailleurs sénégalais du colonel Chrétien.
À la tête de son bataillon, Gilles prend part à la prise de l'île d'Elbe en juin 1944, puis débarque en Provence et avec la 1re Armée de de Lattre, participe à la reconquête du territoire français puis à la campagne d'Allemagne. Le 3 décembre 1944, il est promu officier sur le champ de bataille dans l’ordre national de la Légion d’Honneur, peu après De Gaulle le promeut lieutenant-colonel. Lors du second conflit mondial, le général Gilles fut cité quatre fois à l'ordre de l'armée, deux fois à l'ordre du corps d'armée et une fois à l'ordre de la division.

### Guerre d'Indochine
Adjoint au chef de corps du 23e régiment d'infanterie coloniale (nouvelle appellation du 13e RTS), il rejoint l'Indochine en octobre 1945 avec le grade de lieutenant-colonel. En 1946, appelé à l'état-major de Leclerc il est nommé colonel à titre exceptionnel à la suite du débarquement à Haïphong le 6 mars 1946.
Il rentre en Europe en 1947 et occupe successivement les postes de chef de corps du régiment colonial de chasseurs de chars en Allemagne puis après un passage à l'école de guerre, devient commandant de la 1re demi-brigade coloniale de commandos parachutistes. Le 27 octobre 1948, il est promu commandeur dans l’ordre national de la Légion d’Honneur. Entretemps, Gilles a obtenu en 1949 son brevet de parachutiste.
En 1951, il retourne en Indochine et s'illustre notamment lors de la bataille de Na San (septembre à décembre 1952) puis lors de la conquête de la cuvette de Dien Bien Phu, en novembre 1953 (opération Castor).
Il obtient ses étoiles de général de brigade en pleine bataille de Na San le 23 décembre 1952 et devient en 1953 commandant des TAPI (Troupes aéroportées en Indochine). Il est élevé, pour services exceptionnels, à la dignité de Grand-Officier de la légion d'honneur.
Au cours de son passage en Indochine, le général Gilles aura été cité six fois à l'ordre de l'armée.

### Retour en métropole, Algérie et Suez
De retour en métropole en mars 1954, il obtient le commandement des troupes aéroportées et de la 25e DIAP. Il part en novembre 1954 avec la 25e DIAP pour maintenir l'ordre dans les Aurès (Algérie). Courant novembre 1954, le général Gilles giflera le sous-préfet de Batna et prononcera le mot "merde" à l'adresse du ministre de l'intérieur de l'époque François Mitterrand exprimant ainsi son mécontentement face à l'incompétence de la chaîne de commandement civile puisque la France n'est pas officiellement en guerre. De janvier à avril 1955, il part en convalescence à Baden-Baden à la suite d'un infarctus. Il est cité à l'ordre de l'Armée au titre de son implication dans le maintien de l'ordre en Algérie.
Lors de crise du canal de Suez fin 1956, il obtient le commandement de l'opération aéroportée sur Port-Saïd. Le 27 avril 1957, il est cité à l'ordre de l'armée au titre de la campagne d'Égypte alors qu'il y exerçait le commandement des opérations aéroportées.

### L'Algérie (1958-1960)
En 1958, il devient commandant du corps d'armée de Constantine, où il exerce les pleins pouvoirs militaires pour tout le Constantinois. Il cumule alors ses fonctions avec celles d'adjoint opérationnel du commandant en chef en Algérie, de commandant des troupes aéroportées et de commandant de la 25e division infanterie aéroportée.
Lors des événements du 13 mai 1958, Gilles est déjà commandant du corps d'armée de Constantine où il recevra le général de Gaulle le 5 juin 1958.
Il dirige d'avril à juillet 1958, des opérations contre des groupes armés du FLN qui se déploient dans l'est Algérien, qui sont "couronnées de succès" , notamment à Beni Sbihi, dans la région de Guelma, dans les Aurès et dans la région de Soumman. Puis il conduit d'autres opérations dans l'Oranie et le Sud Algérois. Il organise également la mise sur pied des 117 commandos de chasse et commandos de réserve générale afin de lutter contre les diverses structures armées du FLN. Il est élevé aux rang et appellation de général de corps d'armée en septembre 1959.
Le 9 octobre 1959, il sort indemne avec les généraux Gracieux, Saint-Hillier et le pilote du crash d'un hélicoptère Alouette II. Lors de son passage en Algérie, il sera cité à deux reprises en 1959 et 1960 à l'ordre de l'armée.

### Retour en France
À son retour d'Algérie, 1er juillet 1960, Gilles prend le commandement de la 5e région militaire à Toulouse "région des paras" et de la 2e Zone de Défense. Il venait de refuser de prendre le commandement de Dakar. Le 2 février 1961, son fils Michel, sous-lieutenant d'Infanterie de Marine (chevalier de la légion d'honneur) est tué en Algérie. Il est attristé par le putsch d'Alger et son issue de par son amitié avec le général Challe et dénonce les mesures discriminatoires prises à l'encontre des paras. Le 21 juillet 1961, à titre exceptionnel, il est élevé par De Gaulle, pour services exceptionnels, à la dignité de Grand croix de la Légion d'honneur.
Il meurt le 10 août 1961, à la suite d'une crise cardiaque. La mention « mort pour la France » lui sera attribuée quelques jours plus tard.
Le général Gilles totalise plus de 537 heures de vols opérationnels de jour ainsi que 25 heures de vols opérationnels de nuit.
Ses vols normaux de jour sont de plus de 1 985 heures et de 231 heures de nuit.
Dans sa vie personnelle, il aimait danser la valse et la vie au grand air, notamment la pêche.

### État des services

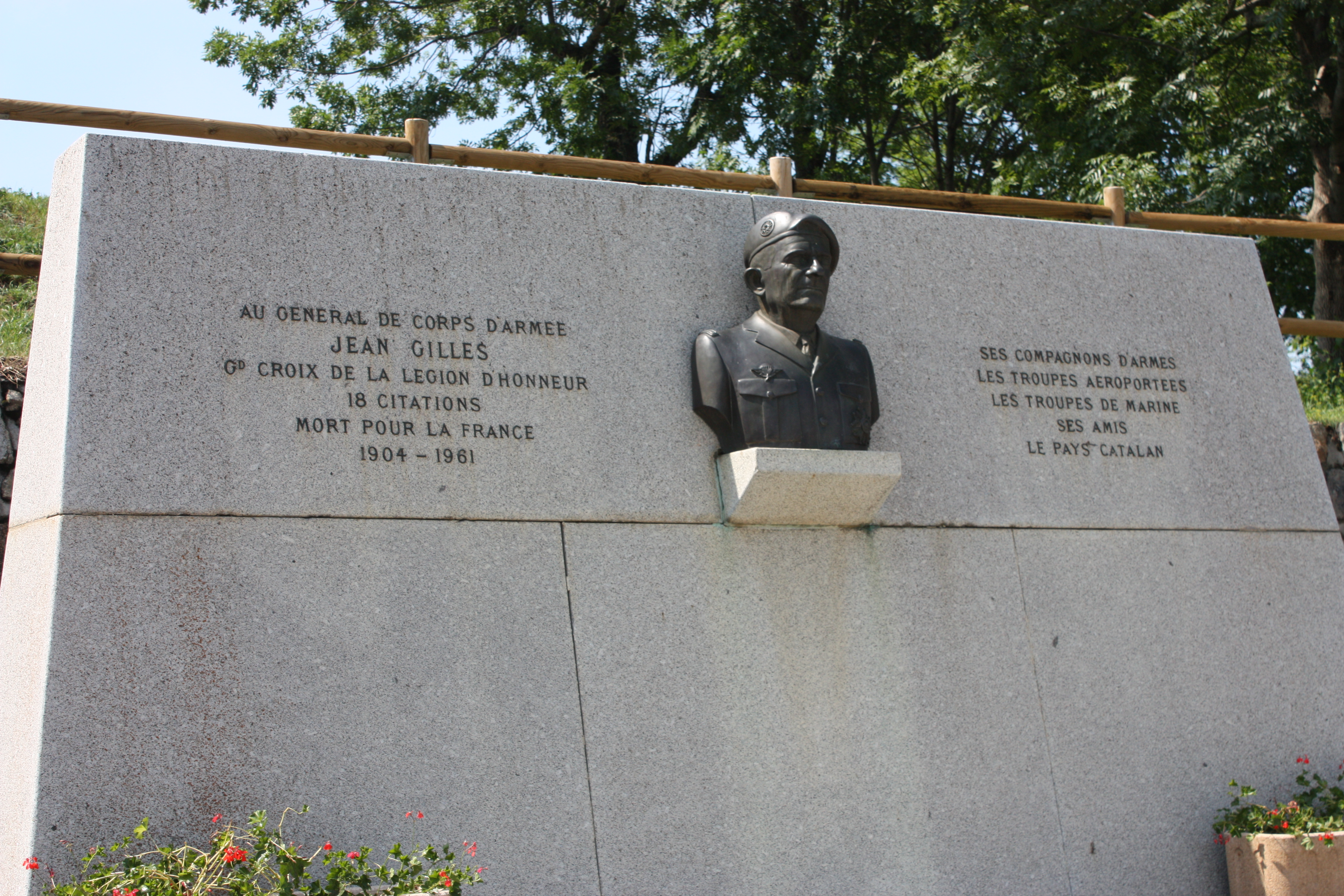
Monument en l'honneur du Général Gilles

- 1924: nommé sous-lieutenant, promotion Metz-Strasbourg de Saint-Cyr, affecté au 24e Régiment de Tirailleurs Sénégalais
  - 1925: participation à la Guerre du Rif
- 1er octobre 1926: promu lieutenant à 22 ans et intègre les unités méharistes
  - 1926-1938: part au Sahara, en Mauritanie, au Niger, en Libye, au Maroc, au Sénégal, en Guinée pour effectuer des missions d'administrateur, de cartographe et d'ethnologue
- 25 septembre 1933: promu capitaine
  - 1939: devait intégrer l'École de Guerre mais ne peut le faire en raison de la déclaration de guerre
  - 1939-1940: 7eRégiment d'Infanterie Coloniale
  - 1940-1942: Commandant du Cercle de Bilma au Niger
- 25 décembre 1941: promu chef de bataillon (commandant)
  - 1942: Bataillon d'Adages puis démobilisation
  - 1942-1943: emprisonnement en Espagne
  - 1943: reprise du combat dans les Forces Françaises Libres en Algérie
- 25 juin 1944: promu lieutenant-colonel
  - 1944: Chef du 2e Bataillon du 13e Régiment de Tirailleurs Sénégalais (débarquement sur l'Ile d'ELBE, débarquement en Provence à Sainte Maxime)
  - 1944-1945: 9e division d'Infanterie Coloniale du 1er Corps d'armée de la 1re Armée (Campagne de France, puis d'Allemagne)
- 24 juin 1946: promu colonel à "titre exceptionnel"
  - 1945-1946: 23e régiment d'infanterie coloniale
  - 1946: Sous-chef Opérations du commandant en chef des forces en Extrême-Orient: le général de corps d'armée Philippe Leclerc de Hauteclocque
  - 1946: Commandant des Groupements Tactiques (Opération Sud Annam)
  - 1947-1948: Commandant du Régiment colonial de chasseurs de Chars
  - 1948-1949: Instructeur à l'École de Guerre et « aspirant » para
  - 1949-1951: Commandant la 1re demi-brigade Coloniale de Commandos Parachutistes et Inspecteur des Troupes Aéroportées
  - 1952-1954: Adjoint au général commandant les forces terrestres, commandant des Unités d'Infanterie
  - 1952: Commandant du groupement opérationnel de la Route coloniale no 6
  - 1952: Commandant du camp retranché de Na San
- 1er janvier 1953: nommé général de brigade
  - 1953: Commandant de l'Opération Castor
  - 1954-1958: Commandant de la 25e division infanterie aéroportée
  - 1954-1960: Commandant des Troupes Aéroportées
  - 1956: Commandant des opérations aéroportées à Suez
- 1958: promu général de division
  - 1958-1960: Commandement du corps d'armée de Constantine
  - 1954-1960: Commandant des Troupes Aéroportées
  - 1958-1960: Adjoint opérationnel du Commandant en chef en Algérie, commandant supérieur interarmées
- Septembre 1959: élevé aux rang et appellation de général de corps d'armée
  - 1960-1961: Commandant de la 5e Région Militaire (Toulouse) et de la 2e Zone de Défense
- 10 août 1961: « Mort pour la FRANCE »

## Distinctions

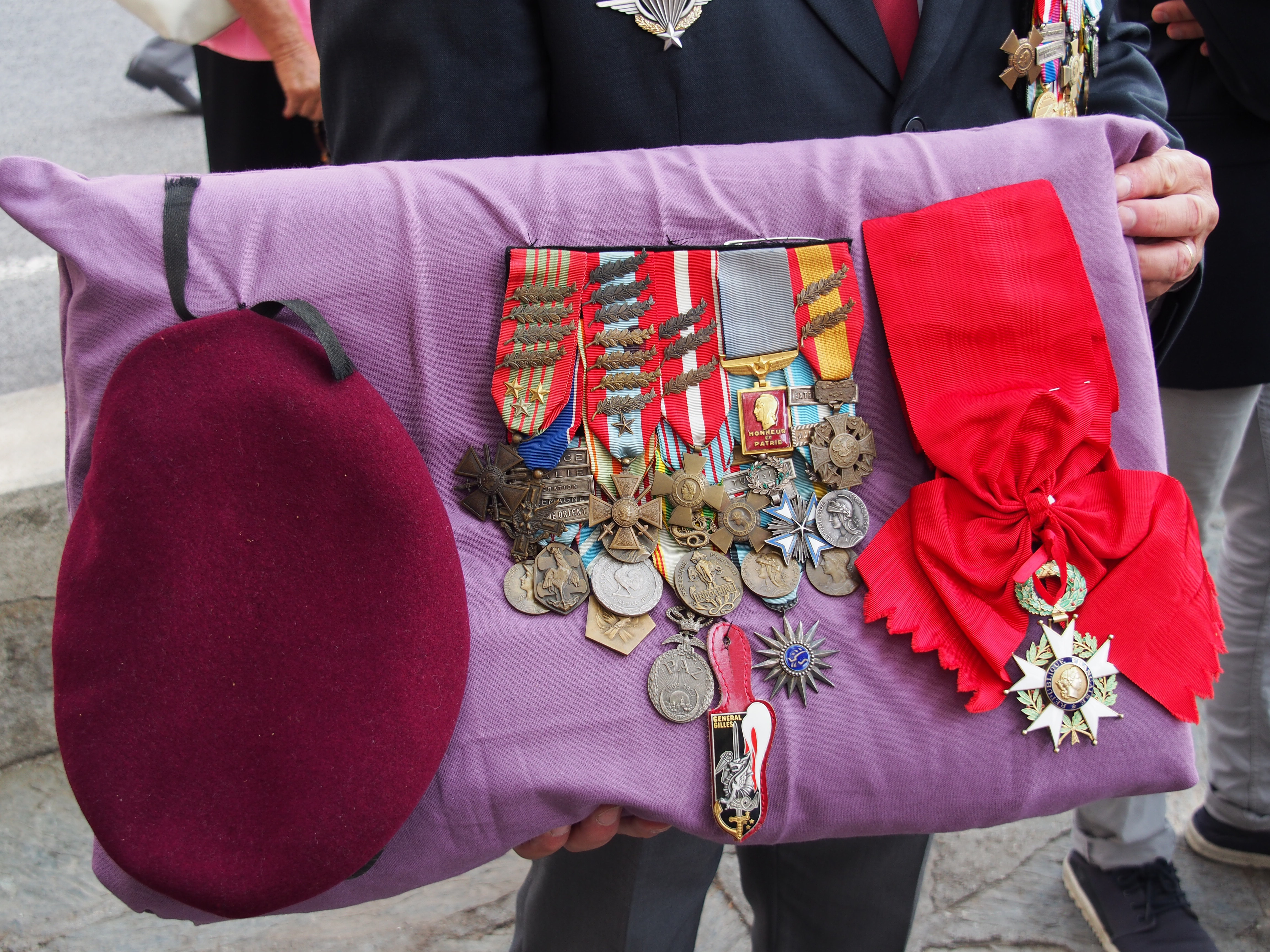
Les décorations du général Gilles présentées en 2016.

### Décorations françaises (liste non exhaustive)
- Grand-croix de la Légion d'honneur le 21/07/1961 pour services exceptionnels
  -  Grand officier de la Légion d'honneur le 26/08/1953 pour services exceptionnels
  -  Commandeur de la Légion d'honneur le 27/10/1948 pour services exceptionnels
  -  Officier de la Légion d'honneur le 30/06/1944 pour services exceptionnels
  -  Chevalier de la Légion d'honneur le 05/09/1940
- Croix de guerre 1939–1945 avec sept citations
  - À l'ordre de l'Armée 30/06/1944
  - À l'ordre de l'Armée 09/11/1944
  - À l'ordre de la Division 19/01/1945
  - À l'ordre du Corps d'Armée 30/03/1945
  - À l'ordre de l'Armée 01/04/1946
  - À l'ordre du Corps d'Armée 30/05/1946
  - À l'ordre de l'Armée 13/06/1946
- Croix de guerre des Théâtres d'opérations extérieurs avec huit citations,
  - À l'ordre du Régiment 10/12/1925,
  - À l'ordre de l'Armée 05/06/1952,
  - À l'ordre de l'Armée 23/06/1952,
  - À l'ordre de l'Armée 18/11/1952,
  - À l'ordre de l'Armée 21/04/1953,
  - À l'ordre de l'Armée 05/11/1953,
  - À l'ordre de l'Armée 26/03/1953 ,
  - À l'ordre de l'Armée 27/04/1957,
- Croix de la Valeur militaire avec trois citations,
  - À l'ordre de l'Armée 12/09/1956,
  - À l'ordre de l'Armée 19/01/1959,
  - À l'ordre de l'Armée 29/08/1960,
- Commandeur de l'Étoile noire
- Chevalier de l'Ordre du Dragon d'Annam
- Médaille des évadés
- Médaille de l'Aéronautique le 02/09/1957
- Croix du combattant
- Médaille coloniale avec agrafes Maroc (1925 – 1926) et Extrême-Orient
- Médaille commémorative de la campagne d'Italie (1943–1944)
- Médaille de l'internement pour faits de Résistance

- Médaille commémorative de la guerre 1939–1945 avec agrafes France, Italie, Libération, Allemagne
- Médaille commémorative de la campagne d'Indochine
- Médaille commémorative des opérations de sécurité et de maintien de l'ordre avec agrafes Algérie, Maroc, Tunisie
- Médaille commémorative française des opérations du Moyen-Orient avec agrafe Moyen-Orient
- Mort pour la France.

### Décorations étrangères (liste non exhaustive)
- Croix de la Vaillance vietnamienne avec deux citations,
  - À l'ordre de l'Armée 13/08/1950,
  - À l'ordre de l'Armée 19/12/1952,
- Distinguished Service Cross (États-Unis),
- Distinguished Flying Cross (Royaume-Uni),
- Grand officier de l'Ordre national du Vietnam le 22/07/1954 à "titre exceptionnel",
- Grand officier de l'ordre du Ouissam alaouite,
- Grand officier de l'Ordre du Nichan Iftikhar,
- Commandeur de l'ordre royal du Cambodge,
- Commandeur de l’Ordre du Mérite civil Taï à titre militaire (Vietnam),
- Médaille de la Paix du Maroc, Espagne en 1927.

## Hommages
Il donne son nom à la promotion (No 156) qui dure de 1969 à 1971 de l'École spéciale militaire de Saint-Cyr et sera aussi avec son fils, le lieutenant Michel Gilles, choisi en 1962 pour être parrain de la Corniche brutionne du prytanée national militaire de La Flèche.
Un monument est érigé à sa mémoire sur l'Avenue du Général Jean Gilles dans sa ville familiale de Mont-Louis (Pyrénées-Orientales). Une autre avenue porte également son nom à Perpignan. Son nom est inscrit sur le monument aux morts de la ville de Mont-Louis aux côtés de celui de son fils le sous-lieutenant Michel Gilles (Chevalier de la Légion d'Honneur à titre posthume (06/06/1961) - Croix de la valeur militaire avec palme) mort au cours de la Guerre d'Algérie et de son père le capitaine Joseph Gilles qui « a été mortellement blessé en entraînant avec la plus grande énergie sa compagnie à l'attaque de la lisière fortifiée du bois de la Voisogne » au cours du premier conflit mondial.
En octobre 2016, l'Union nationale des parachutistes du Roussillon (province) choisit de porter son nom. La salle de conférences du centre de Mémoire des Pyrénées Orientales porte son nom depuis novembre 2016.

### Biographies
- Jacques Dalloz, Dictionnaire de la guerre d'Indochine, Édition Armand Colin, 2006,  (ISBN 2-200-26925-0).
- Paul Gaujac, Suez 1956, Édition Lavauzelle, 1986,  (ISBN 2-7025-0156-7).
- E. GRAS, Un grand chef de l'Infanterie Coloniale et des Troupes aéroportées: le Général de Corps d'Armée Jean GILLES (1904-1961), C.G.P. Labouche Frères - Toulouse -1961